# Otra cosa
 (mars 2018).
Si vous disposez d'ouvrages ou d'articles de référence ou si vous connaissez des sites web de qualité traitant du thème abordé ici, merci de compléter l'article en donnant les références utiles à sa vérifiabilité et en les liant à la section « Notes et références ».
Otra Cosa (en anglais : Another Thing) est un single du rappeur portoricain Daddy Yankee réalisé en featuring avec la chanteuse dominicaine Natti Natasha lors de l'album studio El Disco Duro. 
Le single a été publié le 9 décembre 2016 et une vidéo musicale de Luieville & Company a été créée le 27 janvier 2017. La chanson a été écrite par Daddy Yankee, Natti Natasha et Egbert Rosa, et a été produite par Haze. Commercialement, la chanson s'est classée numéro un en République dominicaine et au numéro 21 sur le graphique US Hot Latin Songs.

## Historique
Otra Cosa a été écrit par Daddy Yankee, Natti Natasha et Egbert "Haze" Rosa, et a été produit par Haze, producteur portoricain du Latin Grammy Award. Le concept de la chanson a été conçu par Haze, qui a apporté l'idée à Daddy Yankee, qui a écrit le refrain, son verset, et a fait les arrangements. Le single a été publié dans les magasins numériques le 9 décembre 2016 par Pina Records avec une distribution par Sony Music Latin. Il a été initialement publié dans le cadre du prochain album de Pina Records, La Súper Fórmula, mais Daddy Yankee a également réussi à l'inclure dans son prochain album studio, El Disco Duro.

## Clip vidéo
Le clip de Otra Cosa a été réalisé par Luieville & Company. Le tournage a eu lieu à Miami en novembre 2016. Le visuel a été diffusé sur le compte YouTube de Daddy Yankee le 27 janvier 2017.